# Lucas Kozeniesky
Lucas Kozeniesky (Fairfax, 31 maggio 1995) è un tiratore a segno statunitense, vincitrice della medaglia d'argento a Tokyo 2021 nella carabina ad aria compressa da 10 metri a squadre miste insieme a Mary Tucker.

## Palmarès
- Giochi olimpici

Tokyo 2020: argento nella carabina 10 metri a squadre miste.
- Campionati mondiali di tiro

Changwon 2018: argento nella carabina 50m a terra a squadre.
- Giochi panamericani

Lima 2019: oro nella carabina 10m e argento nella carabina a 10m a squadre miste.